# 3704 Gaoshiqi
3704 Gaoshiqi је астероид главног астероидног појаса са средњом удаљеношћу од Сунца која износи 2,409 астрономских јединица (АЈ).
Апсолутна магнитуда астероида је 12,5.